# Aeonium canariense
El bejeque (Aeonium canariense) es una especie de planta perteneciente a la familia Crassulaceae.   

## Descripción

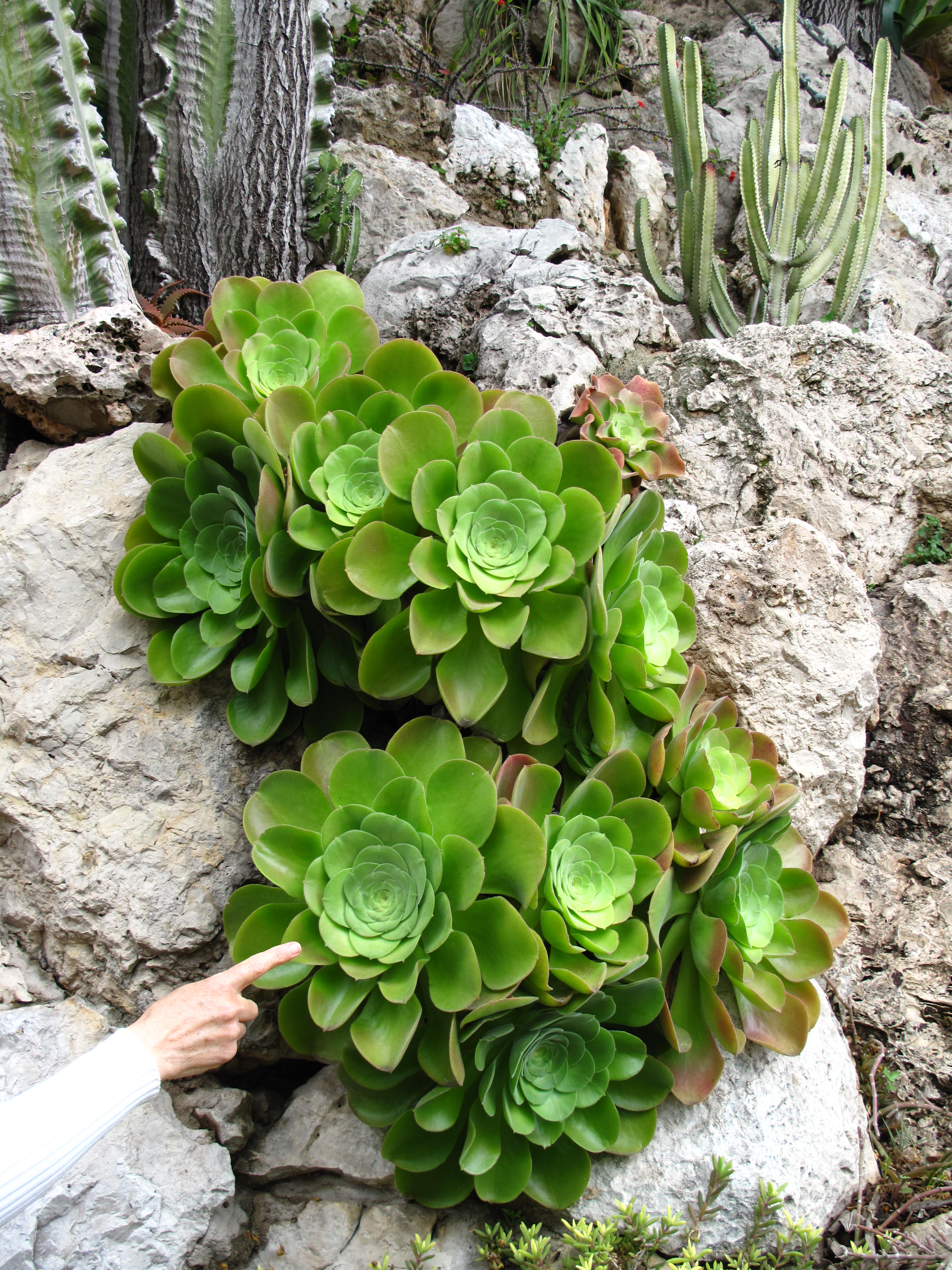
Vista de la planta

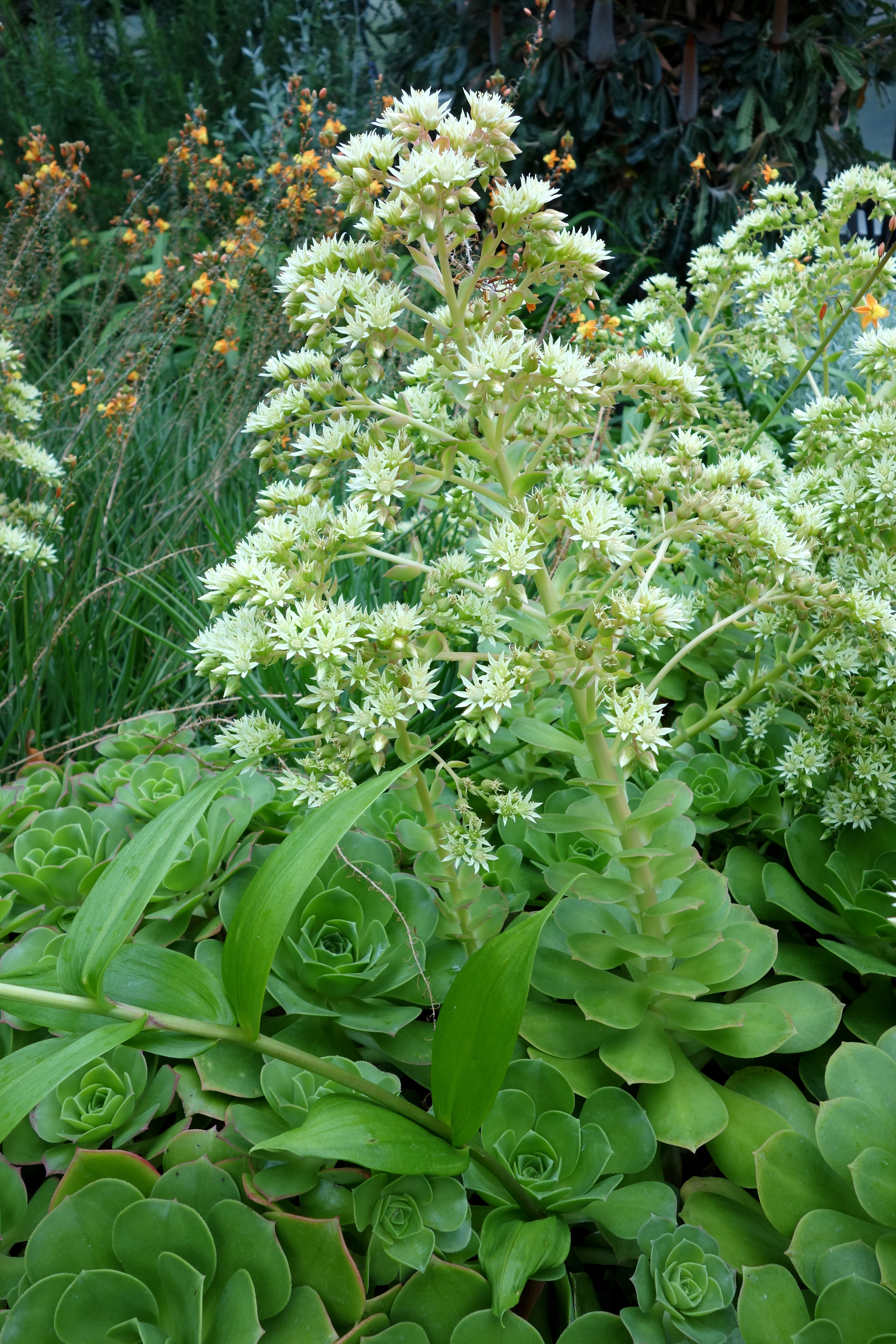
Messiento solo

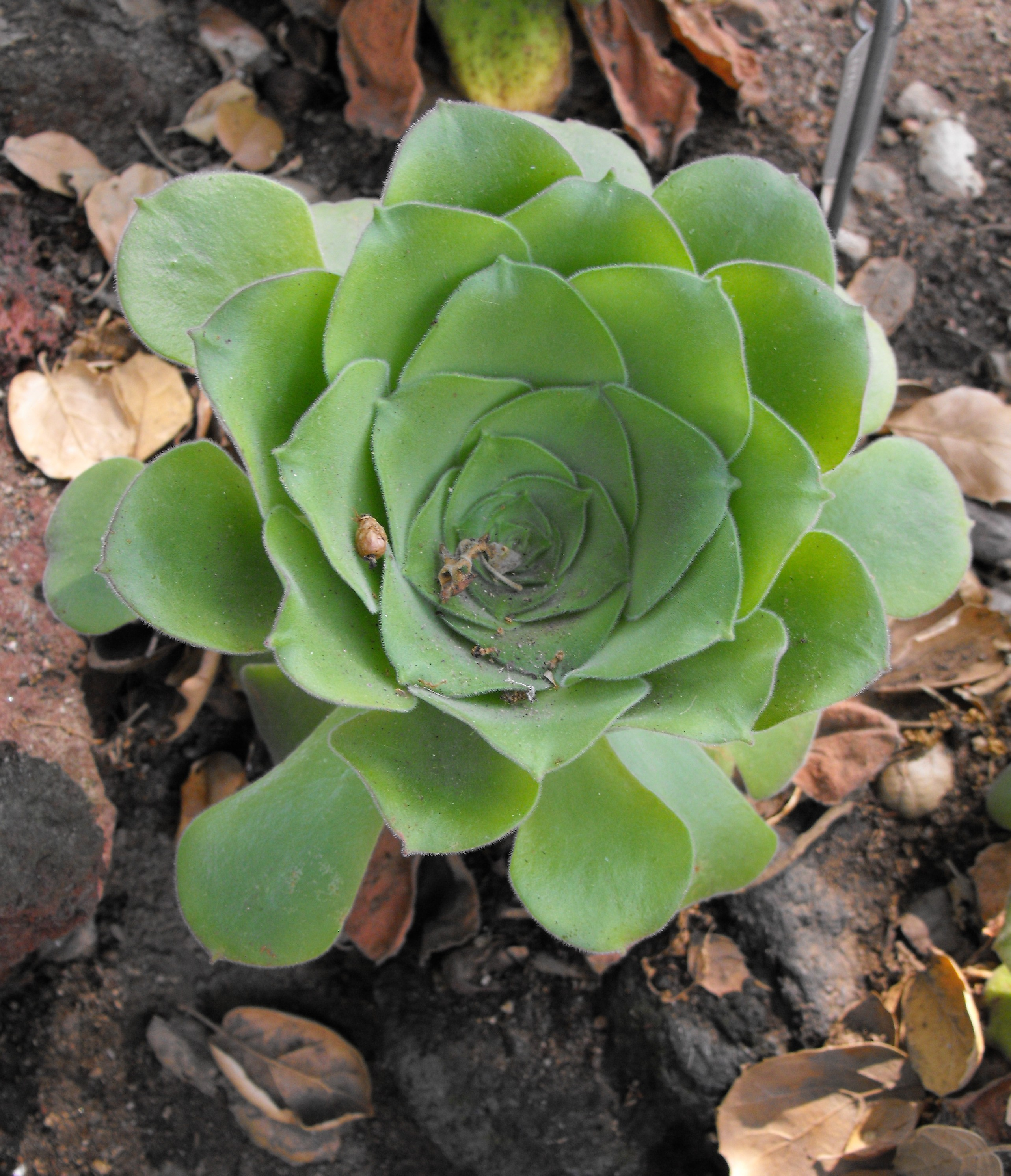
Detalle de las hojas

Sus tallos son muy cortos, erectos, gruesos, que no ramifica (normalmente) o con muy pocas ramas que son horizontales. Grandes rosetas, aplastadas, muy redondeadas en su contorno, debido al muy marcado solapamiento de sus muy amplias puntas de hojas, entre 15 y 30 (hasta 45) cm de diámetro.
Las hojas jóvenes son deprimidas e imbricadas, tienen un color verde intenso, finamente glandular - pubescente, tanto en la cara superior como en la inferior y en los bordes, muy ampliamente espatuladas, líneas o pseudo - pecioladas en su parte más baja transversalmente elíptic1a en su tercio superior, de unos 10 a 15 cm de longitud y de 6 a 7 cm de ancho en su parte más superior, de 1,5 cm de ancho en la parte más baja, no balsámico.
Tallos de flor de 4 a 6 dm de altura, gruesos, glandular-pubescente, vestido con pequeñas hojas ovadas sésiles. La inflorescencia es como la de otras Aeonium, de entre 25 y 30 cm de largo y entre 25 y 30 cm de ancho, con ramas subpatentes, dividiéndose la mitad superior de 3 a 4 ramilletes floríferas. Pocas brácteas, pequeñas, partidas, subsésiles.
Cáliz glandular-pubescentes, de 3 mm de longitud, divididas hacia la mitad del camino hacia abajo en segmentos lanceolados acutados. Pétalos lanceolados, de 8 mm de longitud. Episépalos de 7 mm de largo. Los ovarios colgantes igualando a los rígidos estilos colgantes.

## Hábitat
Islas Canarias, en la Gomera, localmente abundante, entre los 300 y 900 m s. n. m., más abundante hacia el límite superior, principalmente sobre rocas, aunque sobre todo en el lado norte de la Degollada de San Sebastián, se comporta como una especie boscosa, viviendo entre helechos y musgo.

## Observaciones
El grupo canariense se reconoce principalmente por sus bajo porte y grandes hojas, que son aplastadas. La especie presente se distingue en realidad de sus aliados por sus hojas, lineares por debajo y que termina en una amplia expansión que es oval, con el eje transversal más largo que el eje de la hoja. En la naturaleza y normalmente también en el cultivo, las hojas son deprimidas, formando una roseta que es aplanada; en los acantilados de la Gomera, éste carácter es muy marcado, y la planta nos recuerda a las rosetas aplastadas, como un plato, de la especie de Tenerife Aeonium tabulaeforme, si bien esta raramente emite vástagos.

## Taxonomía
Aeonium canariense fue descrita por (L.) Webb & Berthel. y publicado  en Hist. Nat. Iles Canaries 2(1): 196 1841.
Etimología
Ver: Aeonium
canariense: epíteto geográfico que alude a su localización en las Islas Canarias.
Basónimo
Aeonium subplanum Praeger (1865 - 1953) descrita en Journ. of Bot. 66,221 (1928)
Sinonimia
- Sempervivum canariense L.[4]

### Híbridos
- Aeonium x vegamorai
- Aeonium x sancsebastianii
- Aeonium x castelloplanum